# Leslie Nunn
Leslie Ernest „Les” Nunn (ur. 25 stycznia 1942) – australijski piłkarz wodny, olimpijczyk.
Reprezentował Australię na Letnich Igrzyskach Olimpijskich 1964, które odbyły się w Tokio, zajmując 9. miejsce. Po raz drugi reprezentował kraj na Letnich Igrzyskach Olimpijskich 1972 w Monachium, gdzie zajął 12. miejsce.